# Robert S. Langer
Robert Samuel Langer Jr. (Albany, 29 agosto 1948) è un ingegnere chimico statunitense.
È uno degli undici Institute Professors del Massachusetts Institute of Technology (MIT). Langer è riconosciuto come l'ingegnere più citato nella storia e il quarto individuo più citato in qualsiasi campo, avendo scritto oltre 1.500 articoli scientifici. Ha inoltre fondato oltre 40 aziende biotecnologiche, tra cui Moderna.

## Biografia
Robert Langer era precedentemente professore Germeshausen di Ingegneria Chimica e Biomedica presso il MIT e conduce la sua attività di ricerca presso il Dipartimento di Ingegneria Chimica e nel Dipartimento di Ingegneria Biologica al MIT. È anche un membro della facoltà del programma Harvard-MIT in Scienze della Salute e Tecnologia e dell’Istituto Koch per la Ricerca Integrata sul Cancro.
Robert Langer detiene oltre 1.400 domande di brevetto. È uno dei ricercatori più citati al mondo e il suo indice H è 321 con attualmente oltre 421.000 citazioni (secondo Google Scholar, al 15-04-2024). È tra i ricercatori più riconosciuti e citato in biotecnologia, soprattutto nei campi dei sistemi di somministrazione di farmaci e dell’ingegneria tessutale.
Il laboratorio di ricerca di Langer al MIT è il più grande laboratorio di ingegneria biomedica nel mondo, mantenendo oltre 10 milioni di dollari in sovvenzioni annuali e oltre 100 ricercatori.
Langer è anche un prolifico uomo d’affari, essendo stato dietro la partecipazione alla fondazione di oltre 40 aziende di biotecnologia, tra cui la nota azienda farmaceutica americana, Moderna.
Ha ricevuto numerosi riconoscimenti tra cui il premio Queen Elizabeth per l'ingegneria (2015), il premio più influente al mondo per l'ingegneria., il Premio Lemelson-MIT (1998), il Premio Wolf per la chimica (2013) per l'ideazione e l'attuazione della chimica dei polimeri i quali forniscono entrambi un sistema controllato del rilascio del farmaco e nuovi biomateriali, il Premio Principessa delle Asturie (2008), il Premio Balzan (2022) per i biomateriali per la nanomedicina e l'ingegneria dei tessuti.